# Grietinus Zwartsenberg

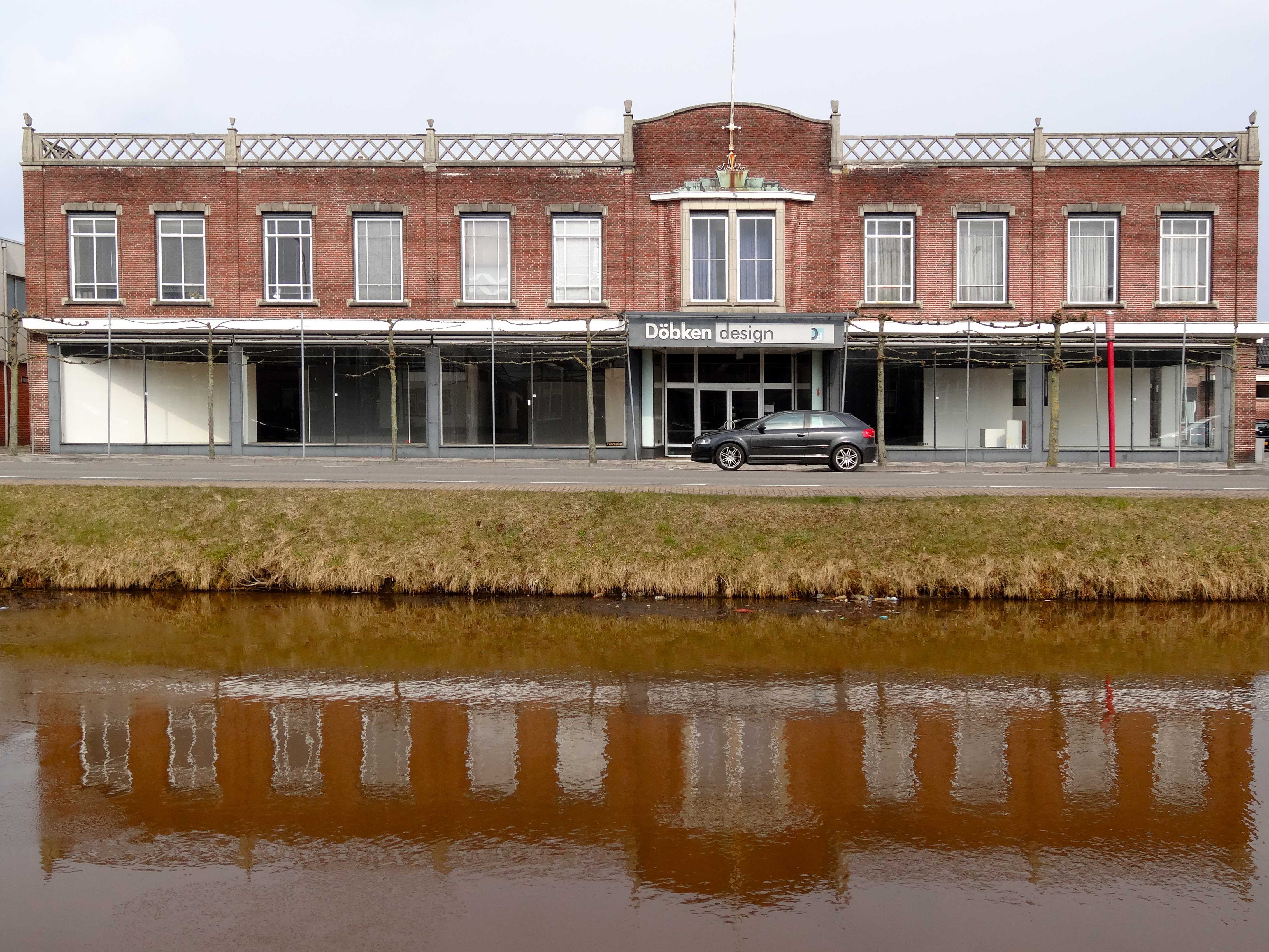
Het in 1950 in opdracht van Zwartsenberg herbouwde pand aan de Handelsstraat 58 in Stadskanaal

Grietinus Zwartsenberg (Sauwerd, 14 september 1889 – Groningen, 1 februari 1980) was een Nederlandse ondernemer en oprichter van onderwijs- en zorginstellingen in de Groningse plaats Stadskanaal.

## Leven en werk
Zwartsenberg werd in 1889 in Sauwerd geboren als zoon van de koopman Jan Zwartsenberg en Annegien Visser. Zwartsenberg volgde het voorbeeld van zijn oudere broers en vertrok naar de Kanaalstreek. Hij stichtte samen met hen een aantal bedrijven in het veenkoloniale gebied rond Stadskanaal. Hij vestigde in 1912 een interieur- en modezaak in Wildervank (na 1 januari 1969 deel van Stadskanaal). Zijn bedrijfspand ging in 1948 door brandstichting verloren. Het in zijn opdracht herbouwde pand werd in 2010 aangewezen als gemeentelijk monument. Hij trouwde in 1916 met Grietje Oving.
Zwartsenberg zette zich van meet af aan in voor het bijzonder onderwijs in de regio. Hij was een drijvende kracht, samen met twee plaatselijke predikanten, achter de realisering van de christelijke HBS (vanaf 1947 christelijk lyceum) in Stadskanaal, die  in 1919 haar poorten opende. Hij vervulde gedurende 45 jaar de functie van secretaris en werd in 1971 benoemd tot ere-bestuurslid. Hij was ook de medeoprichter van de christelijke huishoudschool in Stadskanaal.
Sinds de Tweede Wereldoorlog ijverde hij voor de totstandkoming van een regionaal ziekenhuis. Hij wist de toenmalige politici en ambtenaren - tegen het advies van de inspecteur voor de Volksgezondheid in - ervan te overtuigen dat Stadskanaal de meest geschikte vestigingsplaats voor het ziekenhuis was. In 1968 resulteerde dit in de opening van het Refaja Ziekenhuis in Stadskanaal. Zwartsenberg zou tot 1972 bestuursvoorzitter blijven. Na zijn aftreden werd hij benoemd tot erevoorzitter. In het Refaja Ziekenhuis herinnert de ”Zwartsenbergzaal” aan hem. Moesker wijdt in zijn beschrijving van de geschiedenis van het Refaja Ziekenhuis een hoofdstuk aan de rol en de betekenis van Zwartsenberg voor de gezondheidszorg in de Kanaalstreek. Zwartsenberg wordt door Moesker getypeerd als een strategisch opererende diplomaat, die tot op hoge leeftijd volhield totdat zijn doel was bereikt, een ziekenhuis voor de regio de Kanaalstreek.
Zwartsenberg had een belangrijk aandeel in de manifestatie "Kanaalstreek 55", die het begin markeerde van de industriële ontwikkeling van Stadskanaal na 1955. Zwartsenberg was een groot voorstander van de samenvoeging van (een deel van) de voormalige gemeente Wildervank bij de toenmalige gemeente Onstwedde. Door deze samenvoeging ontstond op 1 januari 1969 de gemeente Stadskanaal.
Zwartsenberg was jarenlang bestuurlijk actief binnen de Gereformeerde Kerk.
Zwartsenberg werd in 1951 benoemd tot ridder in de Orde van Oranje-Nassau. Hij overleed in 1980 op 90-jarige leeftijd in zijn woonplaats Groningen. Hij werd begraven op de begraafplaats van de Oosterkadekerk in Stadskanaal.

## Familie
Jacques d'Ancona is een kleinzoon van zijn broer Piet Zwartsenberg.